# Terremoto de Arequipa de 1582
El terremoto de Arequipa de 1582 fue un seísmo ocurrido el 22 de enero de 1582, que causó la ruina de Arequipa y sus contornos, afectando además a todo el sur de la actual República del Perú. Gobernaba entonces en el Perú el Virrey Martín Enríquez de Almansa. 

## El terremoto y sus consecuencias

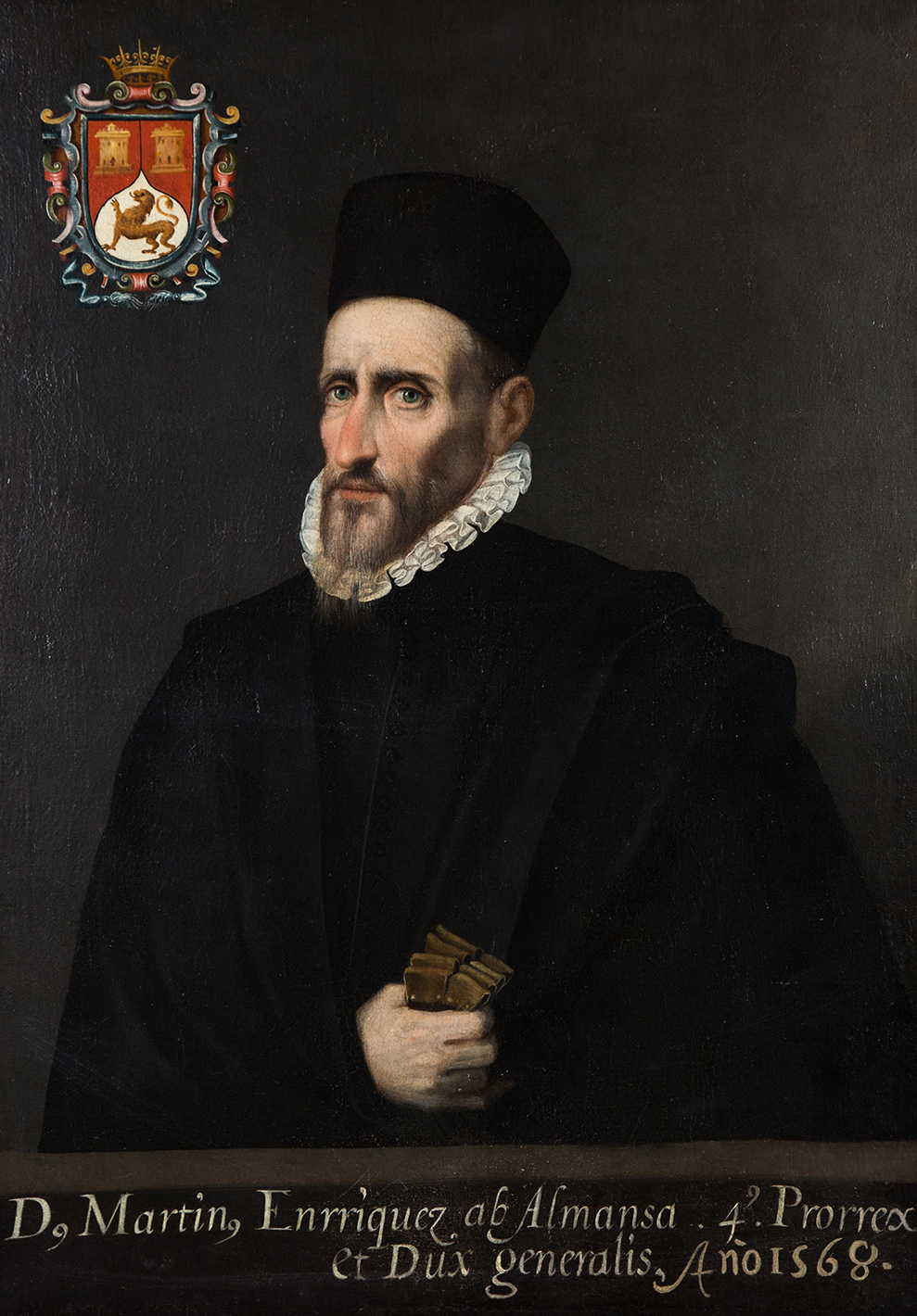
El virrey Martín Enríquez de Almansa.

Escribiendo el virrey Martín Enríquez de Almansa al rey Felipe II, decíale «que dentro de cuatro credos arruinó toda la ciudad sin dejar casa ni templo que no derribase..., sino fue San Francisco y la Merced...»
Como consecuencia murieron unas 36 o 37 personas (tres españoles entre ellas), muchas de ellas sepultadas por los escombros. La ruina fue tan considerable que el Virrey ordenó al Cabildo que deliberase sobre qué sería mejor: reedificar la ciudad o trasladarla a un paraje más seguro. El Corregidor, Melchor de Cadalso y Salazar, participó la orden a los cabildantes y estos resolvieron continuar donde estaba. 
En el valle de Vítor y en toda la comarca hubo otros destrozos. Muchos años después, en el pueblo viejo de Socabaya se podían ver los cimientos de una iglesia que fabricaron los primeros españoles y que, habiéndose derrumbado, nunca más se le volvió a reedificar.
El Jesuita anónimo cuenta que al terremoto se sucedió un nuevo espanto, causado por la mucha agua que corría por las calles y haberse esparcido la voz que el volcán estaba rebosando. He aquí su versión: 

«Como con la oscuridad del polvo no se podía ver nada, comenzó la gente toda a huir, a guarecerse a la Chimba, que es la parte del río y, particularmente mujeres, de quien se apoderó más el miedo, de las cuales muchas iban sin tocados y mal vestidas como las halló el temblor en sus casas... Estaba la puente con solo los estribos; de estribo a estribo se pasaba por unos maderos muy estrechos y era tanta la multitud que corría cada uno por ser el primero, que fue necesario ponerse hombres con espadas desenvainadas para detenerlos, porque, entrando muchos juntos no cayesen al río que iba crecidísimo y se ahogasen».

Dicho fenómeno se atribuye hoy al asentamiento de las capas acuíferas. En la costa, se sumergió un arroyo de agua que entraba al puerto de Islay.
El párroco de Cayma Dr. J. Flores dice al respecto: 

«El 22 de enero de 1582 como a las 11:30 del día acaeció el tremendo terremoto que arruinó la ciudad de Arequipa y no quedaron más templos que los de San Francisco y la Merced. Tal fue el estrago que produjo, que los guanacos, vicuñas, venados y zorros bajaron despavoridos a la ciudad y andaban confundidos con las gentes. Las
acequias se derramaron sobre todo el agua que contenían, mojaron y destrozaron todo el suelo y centro de las calles. Sobrevinieron las tinieblas y juzgaron que el volcán hubiese vomitado algún río.»

## Nota
1. ↑  Barriga, Fray Victor: Los Terremotos de Arequipa. Ed. La Colmena, Arequipa, 1951.
2. ↑  Anónimo Jesuita: Historia de la Compañía de Jesús de Arequipa y Relación de la Reventazón del volcán de Omate. Arequipa, 1923. Citado por: Vargas Ugarte, Rubén: Historia General del Perú Tomo II, pág. 288. Lima, Editorial Milla Batres, 1981. ISBN 84-499-4813-4

## Fuente
- CERESIS.ORG (enlace roto disponible en Internet Archive; véase el historial, la primera versión y la última).
- Vargas Ugarte, Rubén: Historia General del Perú. Tomo II. Virreinato (1551-1596) Editor: Carlos Milla Batres. Lima, Perú, 1981. ISBN 84-499-4813-4